# Петровск (Калужская область)
Петровск — деревня в Козельском районе Калужской области. Входит в состав Сельского поселения «Село Бурнашево».
Расположена примерно в 3 км к северо-востоку от села Бурнашево.

## Население
На 2010 год население составляло 3 человека.